# The Toys
The Toys waren een Amerikaanse meidenpopgroep uit Jamaica, die werd geformeerd in 1961 en ontbonden in 1968. Hun meest succesvolle opname was A Lover's Concerto (1965), waarvan meer dan twee miljoen exemplaren werden verkocht en de tweede plaats in de Billboard Hot 100-hitlijst bereikte.

## Bezetting
- Barbara Harris (Elizabeth, New Jersey, 18 augustus 1945)
- Barbara Parritt (Wilmington, North Carolina, 1 oktober 1944)
- June Monteiro (Jamaica, New York, 1 juli 1946)

## Geschiedenis
Barbara Harris begon op jonge leeftijd te zingen in de kerken van haar geboorteplaats en verhuisde op 11-jarige leeftijd naar Queens. Op de middelbare school sloot ze zich aan bij een groep met vier andere jonge zangers: Barbara Parritt (later Toomer), June Montiero, Betty Stokes en Betty Blocker.
Stokes en Blocker verlieten uiteindelijk de groep en Harris, Parritt en Montiero vormden een trio. Bobby Uri, een manager en vriend, noemde de groep The Charlettes en zorgde ervoor dat ze achtergrondzang deden voor verschillende artiesten. Op een talentenjacht in Brooklyn ontmoetten ze Eddy Chase, die hen op zijn beurt voorstelde aan manager Vince Marc en songwriter/recording executive Bob Crewe. De groep werd The Toys en landde hun eerste platencontract bij DynoVoice Records van Crewe.
Marc stelde ze voor aan songwriters Sandy Linzer en Denny Randell. Linzer en Randell schreven de meeste nummers die ze opnamen. Ze namen een pianostuk uit een werkboek van Bach (Minuet in G majeur van Christian Petzold), plaatsten er een Motown-baslijn op en A Lover's Concerto was geboren. Het nummer steeg al snel naar nummer twee in de Amerikaanse Billboard Hot 100. De band volgde dat op met de hit Attack!, ook geschreven door Linzer en Randell, die de Top 20 bereikte.
Ze produceerden ook de opnamen van 1965-1966 van de groep bij het DynoVoice-platenlabel. De wereldwijde verkoop van deze schijf overschreed de twee miljoen exemplaren, met een gouden plaat toegekend door de RIAA in 1965. Hun eerste Amerikaanse tournee was met Gene Pitney. In 1967 veranderde de groep van label en producent en verhuisde naar Pitney's label Musicor Records, maar bracht nog maar één kleine single (een cover van Sealed with a Kiss van Brian Hyland) in de hitlijst voordat ze uit elkaar gingen.
The Toys verscheen in de meeste grote tv-rockprogramma's, waaronder Hullabaloo en Shindig!. Ze hadden een cameo-rol bij het uitvoeren van hun lied Attack! in de strandfilm It's a Bikini World uit 1967.
Harris bleef optreden op de openbare televisie en bij oldieshows als The Toys featuring Barbara Harris. Ze heeft ook gezongen met Joe Rivers, bekend van de hit Over The Mountain van Johnnie & Joe. In 1998 produceerde en bracht ze haar eerste solo-cd Barbara Now uit, waarvoor ze op twee na alle nummers schreef. In 2016 bracht ze de singles Forever Spring en (Rock 'n' Roll) Soothes The Soul uit.

## Discografie

### Singles
- 1965: A Lover's Concerto
- 1966: Attack
- 1966: Baby Toys
- 1966: Silver Spoon
- 1966: May My Heart Be Cast into Stone
- 1968: Sealed with a Kiss

### Albums
- 1966: The Toys Sing "A Lover's Concerto" and "Attack!"